# Asymmetric Publications
Asymmetric Publications ist ein Entwickler und Herausgeber von Videospielen. Es hat das webbasierte Rollenspiel Kingdom of Loathing als Browserspiel entwickelt.
Asymmetric wird von Zack Johnson (im Spiel als Jick bekannt) geleitet. Die Mitarbeiter des Unternehmens sind als das Asymmetric Team bekannt. Aufgrund der Popularität des Spiels beschäftigt Asymmetric derzeit Johnson und einige andere Personen als Vollzeitmitarbeiter.
In der Vergangenheit veranstaltete Asymmetric Publications verschiedene Spiele und andere Attraktionen, darunter Infinity Plus One, ein Online-Wahrsager, Bee On Drugs, eine Biene, die umherzieht, und Krakrox the Barbarian, ein Spiel, das als Vorläufer von Kingdom of Loathing gilt.
Ein Running Gag war, dass die Website von Asymmetric Publications nach der Ankündigung eines "lustigen neuen Spiels", Kingdom of Loathing, fast sechs Jahre lang nicht aktualisiert wurde. Ende 2008 wurde sie dann wieder aktualisiert.
Die Mitarbeiter von Asymmetric Publications produzierten früher mehrere wöchentliche Podcasts. Einer davon bezog sich auf Kingdom of Loathing, während die anderen allgemeine Sendungen über Videospiele, Popkultur, Ratschläge und Kindererziehung waren. Diese letzteren Podcasts wurden unter dem Namen Hot Dog Network zusammengefasst.
Ein zweites Spiel, Word Realms, wurde zwischen 2008 und 2012 für Linux, Windows und Mac OS entwickelt, und am 21. Mai 2013 veröffentlicht.
Im Jahr 2016 wurde ein drittes Spiel, West of Loathing, auf Steam Greenlight angekündigt. Es wurde im August 2017 für Linux, Windows und Mac OS veröffentlicht.
2019 wurde Johnson von seiner Ex-Frau beschuldigt, sie und den West-of-Loathing-Designer Kevin Simmons "körperlich und emotional" misshandelt zu haben. Sie behauptete auch, dass er einen Teil des Spiels entfernt habe, um zu verhindern, dass sie für die Entwicklung des Spiels anerkannt wird. Johnson bestritt die Vorwürfe der körperlichen Misshandlung, räumte jedoch in einer schriftlichen Entschuldigung "emotionale Unreife, Wut und Grausamkeit" ein. Später fügte er sie zu den Credits des Spiels hinzu und behauptete, sie habe nur Feedback zum Spiel gegeben und nicht als Entwicklerin daran gearbeitet. Eine Ex-Freundin Johnsons behauptete ebenfalls, dass sie während einer Beziehung im Jahr 2005 in ähnlicher Weise missbraucht worden sei.
Im Jahr 2022 wurde ein viertes Spiel, Shadows Over Loathing, für Windows und Mac OS auf Steam veröffentlicht.
| Jahr | Titel                 |
| ---- | --------------------- |
| 2003 | Kingdom of Loathing   |
| 2013 | Word Realms           |
| 2017 | West of Loathing      |
| 2022 | Shadows Over Loathing |